# Liste des épisodes de Utawareru mono
Cet article est un complément de la page Utawareru mono. Il contient la liste des épisodes des différentes saisons de la série télévisée d'animation.

## Liste des épisodes

### Utawarerumono
| No | Titre français                         | Titre japonais | Titre japonais      | Date de 1re diffusion |
| No | Titre français                         | Kanji          | Rōmaji              | Date de 1re diffusion |
| -- | -------------------------------------- | -------------- | ------------------- | --------------------- |
| 01 | Un invité indésirable                  | 招かれざるもの | Manekarezarumono    | 3 avril 2006          |
| 02 | La Colère de la gardienne de la forêt  | 荒ぶる森の王   | Araburu Mori no Ō   | 10 avril 2006         |
| 03 | Ambre pourpre                          | 紫琥珀         | Murasaki Kohaku     | 17 avril 2006         |
| 04 | Le Point de non-retour                 | 戻れぬ道       | Modorenu Michi      | 24 avril 2006         |
| 05 | La Fille de la forêt                   | 森の娘         | Mori no Musume      | 1er mai 2006          |
| 06 | L'union fait la force                  | 集う力         | Tsudou Chikara      | 8 mai 2006            |
| 07 | Invasion de la capitale                | 皇都侵攻       | Kōto Shinkō         | 15 mai 2006           |
| 08 | L'Arbitre                              | 調停者         | Chōteisha           | 22 mai 2006           |
| 09 | Tabou                                  | 禁忌           | Kinki               | 29 mai 2006           |
| 10 | La Mercenaire                          | 傭兵           | Yōhei               | 5 juin 2006           |
| 11 | Promesse éternelle                     | 永遠の約束     | Eien no yakusoku    | 12 juin 2006          |
| 12 | Tourmente                              | 動揺           | Dōyō                | 19 juin 2006          |
| 13 | Un combat souillé de sang              | 血塗られた戦い | Chinurareta Tatakai | 26 juin 2006          |
| 14 | Ravages                                | 戦禍           | Senka               | 2 juillet 2006        |
| 15 | Fin du festin                          | 宴の終わり     | Utage no Owari      | 9 juillet 2006        |
| 16 | Après la guerre                        | 戦いの果て     | Tatakai no Hate     | 16 juillet 2006       |
| 17 | Un jeune empereur                      | 幼き皇         | Osanaki Ō           | 23 juillet 2006       |
| 18 | Forces de libération                   | 解放軍         | Kaihōgun            | 31 juillet 2006       |
| 19 | La Séparation                          | 決別           | Ketsubetsu          | 7 août 2006           |
| 20 | Première campagne                      | 初陣           | Uijin               | 14 août 2006          |
| 21 | Le Grand Sceau                         | 大封印         | Daifūin             | 21 août 2006          |
| 22 | Un pacte funeste                       | 忌まわしき契約 | Imawashiki keiyaku  | 28 août 2006          |
| 23 | La Place du cœur                       | 心の在り処     | Kokoro no arika     | 4 septembre 2006      |
| 24 | Le Déclin d'un empire                  | 滅びゆくもの   | Horobi yuku mono    | 11 septembre 2006     |
| 25 | Vestiges d'un rêve ancestral           | 太古の夢跡     | Taiko no yumeato    | 18 septembre 2006     |
| 26 | Utawareru Mono - Celui que l'on chante | うたわれるもの | Utawarerumono       | 25 septembre 2006     |

### Utawarerumono: Itsuwari no Kamen
| No | Titre français                             | Titre japonais   | Titre japonais                | Date de 1re diffusion |
| No | Titre français                             | Kanji            | Rōmaji                        | Date de 1re diffusion |
| -- | ------------------------------------------ | ---------------- | ----------------------------- | --------------------- |
| 01 | Fléau                                      | タタリ           | Tatari                        | 3 octobre 2015        |
| 02 | L'Homme vertueux                           | 義侠の男         | Gikyou no Otoko               | 10 octobre 2015       |
| 03 | La route vers la capitale                  | 帝都への道       | Teito e no Michi              | 17 octobre 2015       |
| 04 | La capitale impériale                      | 帝都             | Teito                         | 24 octobre 2015       |
| 05 | La pirate                                  | 海賊娘           | Kaizoku Musume                | 31 octobre 2015       |
| 06 | Le maître de l'auberge                     | 楼閣の主         | Roukaku no Nushi              | 7 novembre 2015       |
| 07 | La jeune princesse                         | 幼き皇女         | Osanaki Koujo                 | 14 novembre 2015      |
| 08 | Histoires de détectives                    | 帝都捕物帳       | Teito Torimonochou            | 21 novembre 2015      |
| 09 | Messagers d'une terre où dorment les dieux | 神眠りし國の使者 | Kami Nemurishi Kuni no Shisha | 28 novembre 2015      |
| 10 | Amoureuse                                  | 恋慕             | Renbo                         | 5 décembre 2015       |
| 11 | La princesse joue avec le feu              | 皇女の火遊び     | Koujo no Hiasobi              | 12 décembre 2015      |
| 12 | Les Kamunagi des chaînes                   | 鎖の巫           | Kusari no Miko                | 19 décembre 2015      |
| 13 | Les huit Généraux                          | 八柱将           | Yahashirashō                  | 2 janvier 2016        |
| 14 | Le maître de la lame                       | 剣豪             | Kengō                         | 9 janvier 2016        |
| 15 | Masque                                     | 仮面             | Kamen                         | 16 janvier 2016       |
| 16 | Banquet                                    | 宴               | Utage                         | 23 janvier 2016       |
| 17 | Dernières Lueurs                           | 残照             | Zanshō                        | 30 janvier 2016       |
| 18 | Invasion                                   | 侵攻             | Shinkō                        | 6 février 2016        |
| 19 | En flammes                                 | 炎上             | Enjō                          | 13 février 2016       |
| 20 | Guerrier                                   | 武人             | Bujin                         | 20 février 2016       |
| 21 | Mort                                       | 崩御             | Hōgyo                         | 27 février 2016       |
| 22 | Sauvetage                                  | 救出             | Kyūshutsu                     | 5 mars 2016           |
| 23 | Fuite                                      | 脱出             | Dasshutsu                     | 12 mars 2016          |
| 24 | Ce qui fait un souverain                   | 覇者たるもの     | Hashataru Mono                | 19 mars 2016          |
| 25 | Qui porte sa volonté                       | 意志を継ぐもの   | Ishi o Tsugu Mono             | 26 mars 2016          |